# Stenus sectilifer
Stenus sectilifer är en skalbaggsart som beskrevs av Thomas Casey. Stenus sectilifer ingår i släktet Stenus och familjen kortvingar. Inga underarter finns listade i Catalogue of Life.